# Stefan Stangl
Stefan Stangl (Wagna, 20 ottobre 1991) è un ex calciatore austriaco, di ruolo difensore.

## Biografia
Stangl è entrato nello Sturm Graz nel 2001, dopo aver attraversato il sistema giovanile del club, ha fatto il suo debutto con seconda squadra in una sconfitta per 4-2 dalla SC Weiz in Regional League Central il 2 giugno 2009. Ha fatto il suo debutto in prima squadra subentrando in una gara di qualificazione di Champions League contro l'FC Zestafoni della Georgia il 26 luglio 2011. Dopo aver fatto altre tre presenze per lo Sturm Graz, Stangl è stato ceduto in prestito in First League al SV Grödig nel gennaio 2012. Ha lasciato lo Sturm Graz nell'estate del 2012 per unirsi al SV Horn, dove si afferma in prima squadra nella First League. È entrato a far del Wiener Neustadt della Bundesliga dopo un anno.